# Folksworth
Folksworth is een dorp (village en civil parish) in het Engelse graafschap Cambridgeshire. Het dorp ligt in het district Huntingdonshire en telt 906 inwoners.